# 檜垣祐子
檜垣 祐子（ひがき ゆうこ）は、若松町こころとひふのクリニック院長、藤田医科大学医学部アレルギー疾患対策医療学講座客員教授、元東京女子医科大学附属女性生涯健康センター教授。東京女子医科大学医学部卒業。医学博士、皮膚科専門医。

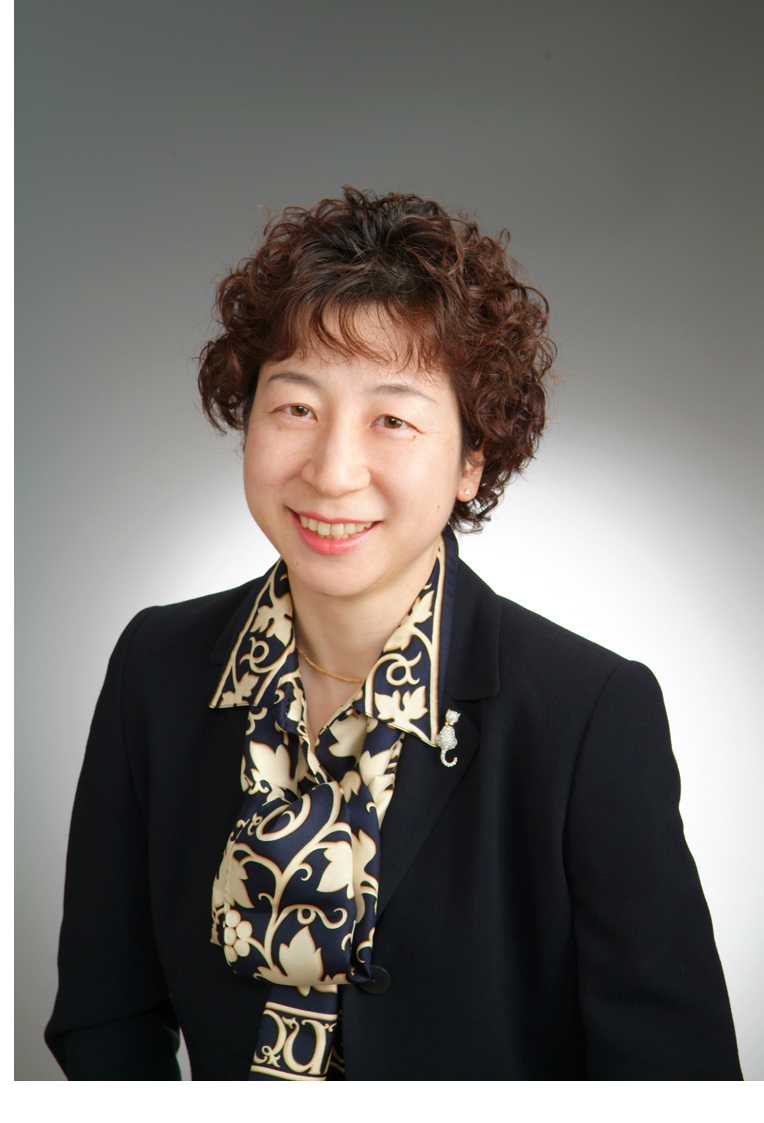

## 著書

### 単著
- 『皮膚科専門医が教える やってはいけないスキンケア』 2014年、草思社
- 『もっとよくなる アトピー性皮膚炎-皮膚疾患への心身医学的アプローチ』 2008年、南山堂

### 共著
- 『みき先生とゆう子先生の皮膚病理診断ABC ④ 炎症性病変』 2013年、学研メディカル秀潤社、著：泉美貴、檜垣祐子
- 『抗老化および抗加齢を目的とした最先端治療』 2006年、日本医療企画、著：山田明夫、檜垣祐子、今西康雄、西沢良記、中澤速和、朝倉博孝、麻生武志、出村博、河盛隆造、蒲原行雄、兼松隆之、佐中孜、西田博、青見茂之、岡崎幸紀、西田幸二

### 監修
- 『アトピー!』 2013年、三交社、著：遠森慶

## 注
1. ↑  http://mesc-japan.com/guide.html
2. ↑  http://info.fujita-hu.ac.jp/~allergy//member.html
3. ↑  株式会社ローソンエンタテインメント. “檜垣祐子｜プロフィール｜HMV&BOOKS online”. HMV&BOOKS online. 2022年3月11日閲覧。